# Efraim (Tsedalu)
Efraim (imię świeckie Efraim Tsedalu, ur. 1930) – duchowny Etiopskiego Kościoła Ortodoksyjnego, od 1991 arcybiskup Debre Byrhan.

## Życiorys
Sakrę biskupią otrzymał 13 stycznia 1980 i objął diecezję Arssi. W latach 1984–1991 był arcybiskupem Tigraj, a 1991 objął rządy w archidiecezji Debre Byrhan.